# Кудашево (Черкасская область)
Кудашево (укр. Кудашеве) — посёлок в Чигиринском районе Черкасской области Украины. Находится на реке Чутка.
Население по переписи 2001 года составляло 92 человека. Почтовый индекс — 20943. Телефонный код — 4730.

## Местный совет
20943, Черкасская обл., Чигиринский р-н, с. Вершацы